# Jane e il Drago
Jane e il Drago (Jane and the Dragon) è una serie d'animazione in CGI prodotta in Canada e in Nuova Zelanda, basata sulla serie di libri omonimi scritti da Martin Baynton.
La serie è stata diretta da Mike Follows e Theo Baynton, e realizzata in collaborazione con la Weta Workshop in Nuova Zelanda e Nelvana in Canada.
Jane e il Drago segue le imprese di Jane, una giovane ragazza che si allena per diventare un cavaliere, e del suo amico Drago, un drago di 300 anni che parla, vola e sputa fuoco.
Il programma, in origine, era in onda su YTV in Canada e sulla Australian Broadcasting Corporation in Australia. Dal settembre 2006, è stato anche lanciato come parte del programma "qubo" sulla NBC, sui canali Ion Television e Telemundo e cinque canali nel Regno Unito. Nelle trasmissioni americane, è stato classificato con etichetta E/I. In Italia la serie è stata trasmessa su Rai 3 dal 9 aprile 2007.
Secondo l'annuncio fatto dalla Corus Entertainment il 13 giugno 2006, era prevista una seconda serie di tredici episodi, mai trasmessa.

## Trama
Jane è una giovane ragazza che vive nel nono secolo, in Inghilterra, in un piccolo regno immaginario chiamato Kippernium (il castello si chiama Kippernia). Nonostante lei fosse stata allevata da una dama, Jane sognava di diventare un cavaliere coraggioso. La ragazza vince la possibilità di diventare uno scudiero dopo aver incontrato - ed essere diventata amica - di un drago.
La serie segue Jane nelle sue interazioni con il resto del castello, con i residenti del regno e le loro avventure frequenti. Temi di integrità, lealtà, l'amicizia e il coraggio sono tessuti attraverso le storie. Jane fa spesso errori durante l'avventura, ma ogni episodio si conclude felicemente.
Jane aveva sempre desiderato di diventare un cavaliere, nonostante fosse un ruolo riservato ai maschi. Secondo il retroscena spiegato nel canzone del tema d'apertura, Jane ricevette la possibilità per rendere il suo sogno realtà quando il principe reale fu rapito da un drago. Lei si avviò per uccidere la bestia, ma finì invece che diventò sua amica. Quando Jane riportò il giovane principe a casa nel castello, il re fece di lei uno scudiero. Ulteriori dettagli di questa prima avventura non sono mai spiegati nella serie. Essi sono, tuttavia, spiegati in dettaglio nel primo libro della serie Jane e il Drago dall'autore Martin Baynton.
Come un cavaliere apprendista, Jane si allena e svolge diversi compiti e doveri intorno al castello. Il suo maestro è il saggio Sir Theodore. Sir Ivon, un valoroso, ma un po' comico cavaliere, ha un proprio apprendista di nome Gunther, un ragazzo strano per il suo aspetto, e che Jane percepisce come un rivale.
Drago aiuta Jane quando lei si allena per diventare un cavaliere. Nei turni di pattuglia, permette che lei lo cavalchi e insieme volano intorno al castello. Jane, a sua volta, aiuta Drago, che è orfano, nei sforzi per saperne di più sulla sua famiglia.
In aggiunta a Drago, Jane ha molti altri amici tra il personale del castello. Giullare il buffone, Pepper la cuoca del castello, e Rastrello il giardiniere, che hanno tutti l'età di Jane. La ragazza è anche amica di Smithy, fabbro del castello, scudiero a molti cavalieri.
Nel castello risiedono poi il Re e la Regina, i loro due figli, i genitori di Jane, e il padre di Gunther. Nella serie non sono stati visti altri personaggi.

## Personaggi
Jane Turnkey
Jane ha 12 anni, capelli ricci rosso brillante, ed è nata da una famiglia borghese nel medioevo, è figlia del ciambellano e di una dama. Ha trovato la sua vita da dama noiosa, e voleva diventare un cavaliere e fare mille avventure. Quando ha sentito che il figlio del re, il principe Cuthbert, era stato rapito da un drago, andò a salvarlo e ad uccidere il drago. Tuttavia, dopo aver conosciuto il drago Jane fa amicizia con lui. Il suo coraggio nel salvataggio del principe ha fatto in modo che il re nominasse Jane apprendista cavaliere, e lei si allenò molto da allora. Jane è in stretta amicizia con Giullare, Pepper, Smithy e Rake, mentre vive un'intensa rivalità con il suo compagno apprendista, Gunther. Ma Jane passa la maggior parte del tempo con Drago, a esplorare i lunghi cunicoli della sua galleria, a studiare le Rune Dragoniche e a pattugliare il castello. Giullare è il miglior amico umano di Jane, che spesso si confida con lui riguardo ai suoi vari problemi, e lo porta con sé in alcune sue avventure. Jane è molto gentile con lui, poiché sa dei suoi sentimenti verso di lei. Jane si esercita con una speciale spada, trovata nella grotta di Drago. È fatta con metalli speciali, ed è stata forgiata dal fuoco dei draghi. Le sue proprietà uniche la rendono capace di tagliare la pelle di Drago (cosa impossibile per la maggior parte delle armi, dato che la pelle di Drago è dura e resistente). Tuttavia, poiché Drago si fida Jane, e Jane ha fato voto di difendere Drago ad ogni costo, lui non è preoccupato di come Jane usa la spada. L'elsa ha il potere di fare un lungo sibilo, così che Jane la può usare in caso di difficoltà, per chiamare aiuto.
Milton Turnkey
Il padre di Jane è il ciambellano reale. Egli sovrintende a tutte le finanze del Regno e negozia accordi commerciali con i regni circostanti; è molto intelligente e, nonostante abbia a che fare con questioni finanziarie ogni giorno, è ben lungi dall'essere avido ed è molto umile. Ama molto la sua famiglia, quasi al punto di essere, a volte, un po' troppo protettivo nei confronti di Jane (una caratteristica che condivide con Drago) ed è generalmente favorevole di all'impegno di Jane nel diventare un cavaliere e aiuta sia lei che il suo drago quando necessario. Gli sforzi dei commercianti nel cercare di truffare il regno, come le folli spese di Re Caradoc, a volte sono fonte di molto stress per Milton.
Adeline Turnkey
Precedentemente Adeline d'Arca, la madre di Jane è una dama servitrice della Regina (se Jane portasse il cognome della madre suonerebbe come Jeanne d'Arc, Giovanna d'Arco). Ama la sua famiglia, ma il suo rapporto con Jane può essere un po' oppressivo a volte. Si preoccupa riguardo al piano di Jane di diventare un cavaliere e non sempre approva l'influenza di Drago, che sembra essere maggiore della sua. Avrebbe preferito che Jane avesse seguito le sue orme e volesse diventare una dama; si oppone anche agli sguardi e ai comportamenti selvaggi di Jane, al punto che proibisce a Jane di accompagnarla alla maggior parte delle danze reale senza un vestito, per paura di imbarazzo (Jane e altri ragazzi, come la principessa Lavinia, allestiscono un loro ballo personale nel cortile, lontano dagli adulti). Anche se è molto esperta riguardo ai costumi del regno, non sembra particolarmente intelligente o saggia. Jane e gli altri bambini (anche il giovane principe e la principessa) sembrano essere più esperti, e sicuramente più creativi, e sono molto più desiderosi di imparare cose nuove sulla loro storia e dintorni. Per la maggior parte, la madre di Jane sembra essere contenta della sua vita e della sua posizione. Nonostante le loro liti occasionali, Jane ama ancora molto sua madre, e rispetta la sua volontà (la maggior parte del tempo).
Drago
Il Drago è il migliore amico di Jane e vi è sempre quando ha bisogno di lui. Drago è nato 300 anni prima che iniziasse la prima serie, in una grotta non lontano dal castello. È qui che egli incontra Jane per la prima volta. La sua casa è effettivamente una montagna, piena di gallerie segrete e trappole che sono stati fissate dal padre. Drago è un orfano, così che ha imparato da solo a volare e come sopravvivere. Sotto certi aspetti è come un bambino che è stato catturato dagli esseri umani e tenuto come animale da compagnia, ed è stato scambiato più volte prima di scappare. Imparò da solo a parlare e rimase lontano da tutti gli esseri umani (che lui chiama "vite corte"). Dopo molti anni, egli ha svolto una missione per scoprire di più sulla storia dei draghi. Drago vide una scritta nella lingua dei draghi, che era stata lasciata da suo padre molti secoli prima, che indicava un bambino. Pensando che il principe Cuthbert fosse quel bambino, e che egli fosse in grado di spiegare ciò che era accaduto agli altri draghi (che erano da tempo scomparsi), si avventò su di lui e lo prese, sperando che potesse contribuire a decifrare le rune. Ovviamente, il principe non fu di nessun aiuto. Nel frattempo, al castello, Jane capì che quella era la sua possibilità di utilizzare finalmente il suo allenamento e viaggio fino alla caverna, con l'intenzione di uccidere il drago. Presto, tuttavia, si rese conto che Drago fosse un amico e riportò indietro il principe, con sollievo di tutti. Il re, come ricompensa, fece di Jane uno scudiero - un apprendista cavaliere. Dopo essere stato scoperto da Jane, l'accompagnò e l'aiutò con il suo sogno di diventare un cavaliere. Egli è anche amico di Rastrello, Smithy, Pepper e Giullare. Drago si diverte scherzando, bruciando le cose, infastidendo Jane e i suoi amici, oziando intorno al castello, e facendo avventure. Pur avendo diversi secoli di età, Drago ha la semplice personalità di un bambino, ed è estremamente amichevole. Tuttavia, egli può essere molto protettivo e veloce ad irritarsi, se egli ritiene che i suoi amici, in particolare Jane, siano a rischio, ed egli prenderà in considerazione qualsiasi sfida contro Jane come una sfida contro di lui. Drago è anche noto per essere un cantante di talento, anche se a lui non piace ammetterlo.
Jester
Il giullare del castello del re è il quattordicenne Jester. Egli è stato lasciato al castello all'età di sette, come i suoi genitori avevano sentito di potergli insegnare molto poco. A causa della sua moltitudine di talenti, che comprendono la lettura, canto, composizione, danza, giocoleria, cartomanzia, e intrattenimento con le marionette è stato nominato al titolo di buffone reale di corte. Egli non è pagato per i suoi servizi, ma riceve una libera istruzione e alloggio. Jester, il cui vero nome egli conserva in segreto, è generoso, e dotato di ottima memoria e un'intelligenza celere. Ci sono state occasioni in cui il suo carattere vivace ha avuto guai con le autorità, ma Jester non ferirebbe mai i sentimenti di un'altra persona. Jester è uno dei più fedeli amici di Jane. Egli spesso l'aiuta con i suoi incoraggiamenti, e fu la prima persona ad aiutare Jane nella sua strada per diventare un cavaliere trovandole un'armatura. Le sue azioni nell'ultimo episodio ("inadeguato") indicano che egli ha sentimenti molto forti verso Jane.
Smithy
Da quattordici anni Smithy è il fabbro del castello e scudiero di molti cavalieri. Egli conserva i loro cavalli ferrati, le loro forti spade, le loro armature in buono stato, e la loro reputazione intatta. Dategli un po' di ferro, di legno o di corda e realizza un vero Da Vinci; egli può costruire tutti i tipi di attrezzi da lavoro per il castello. Ha anche un modo con gli animali, una calma fiducia a cui tutte le creature sembrano rispondere - tutti tranne Drago. Smithy ha un maiale domestico chiamata "Pig". Lei spesso corre in una ruota chge alimenta le pompe per il suo fuoco, e fucina dice che si prende cura di lei come Jane si prende cura di Drago. Fucina è calmo e tranquillo. Egli è anche il più maturo degli amici di Jane e mantiene la testa sulle spalle in caso di emergenza. Anche se egli è disposto ad aiutare un amico, Smithy di rado chiede aiuto se stesso. La goffaggine di Drago non va a genio a Smithy, che spesso deve pulire ciò che fa il drago, o trovare il modo di salvare ciò che rimane degli oggetti bruciati.
Pepper
Pepper ha 12 anni. Lavora lunghe ore nelle cucine reali e raramente ve ne esce, motivo per cui ha una carnagione molto pallida. Pepper ama il suo lavoro e si impegna molto nel creare nuovi piatti. Pepe usa molte strane espressioni, come "bella come la biancheria", "tavolo in alto!" e "pulito come un cavolfiore", e può essere piuttosto timida, ma è pronta ad aiutare i suoi amici. È particolarmente vicino al Rastrello, a indicare una sorta di amore tra i due.
Rake
Rake ha 13 anni ed è il giardiniere reale. Egli è introverso e profondamente devoto verso la sua occupazione. Il suo talento giardinaggio viene mostrato attraverso l'arte del Giardino Reale, anche se sembra passare più tempo a mangiare che a curare le piante. Possiede anche un mucchio di concime, che cura da solo (questo aiuta a mitigare la puzza dei rifiuti del castello). Egli intende fare famosa in tutto il regno la sua idea. Egli è stato raramente al di fuori delle mura castellane, o addirittura nella torre più alta. L'unica volta che si ricordi che ha lasciato il castello è stato per uscire con Jane e il Drago a raccogliere le erbe e le piante da foresta, come cortesia di dare nuove spezie ed erbe aromatiche a Pepper per la sua cucina. Nell'episodio "Pesce d'Aprile" si vede che egli ha paura delle scale buie. Egli vuole molto bene a Pepper la cuoca, e si intuisce una relazione affettuosa tra i due.
Gunther Breech
Gunther ha quattordici anni ed è il solitario del castello. Egli lotta per equilibrare la fedeltà al padre, commerciante, e la sua fedeltà al Codice d'Onore del Cavaliere. Il padre di Gunther, Magnus, ritiene che essere un cavaliere significa essere un ottimo spadaccino, e non ha alcun problema a coinvolgere il figlio in attività illegali. In queste situazioni Gunther può rivelare la sua grande forza: la rapidità di calcolo della sua mente. Gunther spesso riesce a risolvere le situazioni che suo padre senza danneggiare la reputazione del commerciante. Verso la fine di ogni episodio Gunther è solito fare una buona azione. Gunther rimane spesso indietro con i compiti, per via dell'aiuto che dà al padre. Occasionalmente chiede aiuto a Jane, che non ha i suoi problemi. è superiore a Jane per quanto riguarda la forza fisica, ma manca di agilità ai piedi, e durante le gare di corsa è solito perdere. Gunther è segretamente geloso di Jane, e i due sono in costante competizione per vedere quale dei due è il miglior scudiero.
Magnus Breech
Magnus è un ricco commerciante e un uomo obeso, avido, intelligente e senza scrupoli. È il padre di Gunther, ma l'unica cosa a cui vuole bene è il denaro. Egli odia Drago, e spesso cerca di sbarazzarsi di lui. La famiglia Breech non è ben accetta a Kippernia, poiché quando il castello era sotto assedio da molto tempo, hanno cominciato a far fortuna commerciando con i nemici del regno. Che cosa è accaduto a sua moglie, la madre di Gunther, non è noto, e Magnus reagisce irritato quando il figlio glielo chiede. La storia narra che fosse stata la figlia di un ricco mercante, e che Magnus la sposò per avere affari con il padre.
Re Caradoc
Con molto buon umore, questo re si impegna molto negli affari di stato (anche se è preoccupato per i suoi sudditi, e vuole sempre ascoltarli apertamente). Preferisce molto di più la caccia, la pesca e la danza. Caradoc ama anche il cavolo. Egli è il fratello minore del vero "re Caradoc", morto prima dell'incoronazione, mantenendo il nome di quest'ultimo in sua memoria. Sotto certi aspetti, può essere infantile e In qualche modo, i suoi figli (il giovane principe e la principessa) possono sembrare ancora più maturi di lui. Ama molto la sua famiglia, e si preoccupa molto per loro.
Regina Gwendolyn
La regina Gwendolyn viene dalla Scandinavia. Proviene da una nobile famiglia e venne in Inghilterra per un viaggio d'affari con suo padre: qui conobbe Caradoc e se ne innamorò. Gwendolyn ha un carattere dolce e per questo tutti la stimano molto. Gwendolyn vorrebbe costruire un mondo di pace per i suoi figli, tuttavia, a volte può essere un po' superficiale. Il suo cibo preferito è: i piselli.
Il principe Berto
Il principe Berto è da otto anni l'erede al trono. Da bambino fu viziato dai genitori. Era un bambino egoista, e vuole sempre ottenere ciò che vuole; non si lascia mai impressionare dagli altri. La sua vita subì un'aspra sorpresa con la nascita di sua sorella, che aveva da allora tutte le cure da parte dei genitori che erano stati riservate a lui. Il principe era stato rapito da Drago (prima dell'inizio della serie), insiste all'amicizia tra Jane e il Drago. Egli sembra non tenere molti risentimenti nei confronti di Drago dopo il suo rapimento. Nonostante i suoi difetti, Berto ha un debole per gli animali, e trova la caccia un passatempo inutile e crudele.
Principessa Lavinia
Lavinia è una dolce e piccola bambina di sei anni. Vede Jane come una vera eroina. A volte sogna di diventare un cavaliere come Jane, e spesso passa più tempo con Jane che con i suoi genitori. Lavinia indossa un paio di ali in un costume a forma di drago. Lavinia si diverte giocando, nascondendosi attraverso il giardino di Rake e ascoltando le avventure di Jane. Come suo fratello, anche lei ha un debole per gli animali, ama Drago, e trova la caccia un passatempo inutile e crudele.
Sir Theodore
Sir Theodore è un saggio cavaliere. Come mentore di Jane, egli mostra pazienza e comprensione. Era il migliore amico del nonno materno di Jane, che era un cavaliere, morto in battaglia proteggendo il castello. Ha giurato alla madre di Jane di non dire alla discepola nulla sul nonno, ma è solo questione di tempo prima che Jane scopra la verità. La sua famiglia proviene da una lunga stirpe di cacciatori di draghi. La spada è fatta con dei metalli speciali che possono perforare la pelle di un drago, di solito molto resistente e dura. Quando si confronta con Drago riguardo alle azioni passate dei suoi avi, Sir Theodore implora il perdono dell'animale. In seguito dona a Jane la sua spada, ma la ragazza non la usa mai contro Drago.
Sir Ivon
Scozzese molto pacato e calmo, Sir Ivon è il mentore di Gunther. Ha un profondo amore verso tutti i tipi di armi, dalle spade alle lance. Nonostante il suo amore per la violenza e per i combattimenti, è solito non lottare. Cerca di fare del suo meglio istruendo Gunther, ma che è ignaro dei loschi traffici del padre del suo allievo, e spesso punisce Gunther con noiosi lavori di pulizia.

## Premi e candidature
Nel 2006 la serie animata è stata candidata per 4 categorie ai Gemini Awards.
Nel 2007 la serie è stata candidata agli Annie Awards come "Migliore Produzione Televisiva Animata".